# David Mendenhall
Pour les articles homonymes, voir Mendenhall.
David Mendenhall, né le 13 juin 1971 à Oceanside en Californie, est un acteur américain. Il a joué avec Sylvester Stallone en 1987 dans Over the Top.

## Filmographie
- 1980 : La Dernière Chanson (The Last Song)
- 1981 : La Magie de David Copperfield IV
- 1982 : Puff et l'Incredible M. Nobody
- 1983 : Space Raiders : Peter
- 1987 : Over the Top : Le Bras de fer : Michael Cutler / Michael Hawk / Michael Hawks
- 1989 : Le Secret de la grotte de glace : Alex Ostrow
- 1990 : Streets : Sy
- 1997 : Roseanne : Clerk
- 2008 : Mon meilleur ennemi : Paul Wallace
- 2009 : Forgotten
- 2012 : God Bless America : le père de Roxy
- 2018 : My Beautiful Boy (Beautiful Boy) de Felix Van Groeningen : le rockeur